# Château de Hirschberg (Bavière)
Le château de Hirschberg est un château à Hirschberg, quartier de la commune de Beilngries, dans le Land de Bavière.

## Histoire
De 1170 à 1200, les comtes de Grögling (de) et Dollnstein construisent un vaste complexe de châteaux et se nomment d'après leur nouveau siège de 1205 comtes de Hirschberg. La famille, originaire du comté d'Ottenburg sur la Moosach (de) (à l'ouest de Freising), avait reçu le bailli protecteur par l'intermédiaire de l'évêché d'Eichstätt par le biais d'une récompense impériale. Le château est un rectangle d'une longueur de 200 m et d'une largeur de 50 m ; ses dimensions n'ont jamais changé. De nombreuses parties du château-fort sont conservées dans leur structure : les deux donjons à l'ouest, la courtine sud jusqu'à la chapelle du château. Le 8 septembre 1304, le dernier comte de Hirschberg, Gebhard VII, lègue par testament le château comtal et le comté à l'évêché d'Eichstätt. Il meurt en 1305 ; les nouveaux seigneurs du château agrandissent et ajoutent au complexe au cours des siècles.
L'évêque Frédéric IV d'Oettingen (1383-1415) élève la tour nord à sa hauteur actuelle et y ajoute un bâtiment de quatre étages pour le bailli, l'évêque Albrecht von Hohenrechberg (1429-1445) déplace l'accès d'origine au mur défensif vers le sud de la tour-porte. Il bâtit la basse-cour à l'ouest du fossé de col , dont le mur est conservé avec quatre tours. L'évêque Wilhelm von Reichenau (1464-1496) remplace l'ancien bâtiment du comte sur la pointe est de la montagne par un manoir de trois étages, dont les murs extérieurs, y compris les axes de fenêtre d'origine, existent toujours dans la salle d'aujourd'hui. La grande aile nord est construite au moment de l'évêque Martin von Schaumberg (1560-1590), dont les fenêtres du côté nord portent encore les appuis et les toits en pierre.
Ce n'est qu'entre 1670 et 1729 que le château est en partie reconstruit et en partie rénové. Cependant, de nombreuses pièces restent telles quelles. Par conséquent, un nouveau plan d'ensemble est élaboré, qui doit mettre en œuvre le palais conformément à l'architecture du grand palais de la fin du baroque. L'ordre est donné par l'évêque Raymund Anton von Strasoldo (1757-1781). De 1760 à 1764, le directeur de la cour du prince-évêque Maurizio Pedetti (de) construit le complexe de palais rococo symétrique qui est encore visible aujourd'hui. Pedetti dirige l'aile sud sur le site de l'ancien grenier jusqu'à son étendue actuelle vers l'ouest et démolit la maison de retraite et le haut mur de bouclier entre les tours défensives. Il obtient ainsi une cour d'honneur symétrique de 150 m de long. La cour extérieure a ensuite été dotée d'une allée de 60 m de profondeur dans le prolongement de l'axe central, qui mène tout droit à travers champs et couloirs dans les forêts jurassiennes voisines dans la « Fürstenstrasse ». Enfin Pedetti donne à toute l'architecture extérieure du palais rococo une structure de façade uniforme, tandis que le sculpteur de la cour d'Eichstätt Johann Jakob Berg donne à l'intérieur une riche décoration en stuc.
En 1803, le château devient la propriété de Ferdinand III de Toscane lors de la sécularisation. Au cours des décennies suivantes, le propriétaire change fréquemment : en 1806, il est donné à l'État bavarois, en 1817 à la principauté d'Eichstätt, nouvel état dirigé par Eugène de Beauharnais, duc de Leuchtenberg, et en 1833 il revient à l'État bavarois.
En 1860, l'évêque Georg von Oettl (1846-1866) achète le château pour le séminaire épiscopal d'Eichstätt pour les vacances des anciens élèves et des séminaristes.
En 1925, l'évêque Johannes Leo von Mergel (1905-1932) convertit le château en un lieu de retraite spirituelle. De 1967 à 1969, la chapelle Sainte-Marie est construite sur le versant sud selon les plans d'Alexander von Branca. De 1987 à 1992, les salles historiques sont entièrement rénovées. Le maître d'œuvre diocésain Karljosef Schattner (de) et l'architecte Karl-Heinz Schmitz (de) conçoivent le nouveau bâtiment comme une extension de la salle à manger, de la cuisine et de la cafétéria sur le versant sud et sont responsables de la rénovation intérieure de la maison. Le château de Hirschberg servant de centre éducatif, une visite n'est possible que dans le cadre de visites publiques qui ont lieu le dimanche après-midi.

## Architecture
Le château comprend notammnent :
- un portail central de la salle avec des sculptures en pierre du Jura de Johann Jakob Berg, représentant le maître de cour, de cérémonie et de cuisine, avec inscription du bâtiment et armoiries du prince-évêque de Strasoldo ; le stuc à l'intérieur est aussi de J. J. Berg.
- La salle impériale au premier étage du bâtiment central a des portraits de la maison impériale du XVIIIe siècle par Johann Michael Franz (de), un plafond en stuc avec des scènes de chasse.
- La grande salle au deuxième étage a des pilastres en panneaux de faïence, des portraits d'éminences, par Gebhard VII von Hirschberg au prince-évêque Raymund Anton von Strasoldo et avec une fresque au plafond Sacrifice d'Iphigénie à Aulis, par Johann Michael Franz.
- L'ancienne chapelle du château de Saint-Jean-l'Évangéliste a un autel en stuc avec une statue représentant le personnage.